# Oddział pułkownika Jenborisowa
Oddział pułkownika Jenborisowa (ros. Отряд полковника Енборисова) - ochotniczy oddział wojskowy Białych podczas wojny domowej w Rosji
Na pocz. 1918 r. z Omska do Nowo-Nikołajewska przybył podesauł Orenburskiego Wojska Kozackiego Gawriił W. Jenborisow. Przyłączyli się do niego, przebywający w tym czasie w mieście, tzw. Kriestonoscy. W rezultacie został sformowany antybolszewicki oddział zbrojny w sile ponad 100 ludzi. Był on jednym z zaledwie kilku oddziałów partyzanckich Kozaków orenburskich w tym okresie. Wkrótce skierował się na Zabajkale. Po drodze dołączali się do niego pojedynczy ochotnicy, jak też różne grupy partyzanckie walczące z bolszewikami. Po dotarciu do Czyty na pocz. kwietnia 1919 r., płk G. W. Jeborisow nazwał go oficjalnie Ochotniczym Oddziałem Jegierskim przy Sztabie III Samodzielnego Korpusu Strzeleckiego. Oddział podzielono na dwie kompanie strzeleckie, oddział karabinów maszynowych i samodzielną sotnię konwojową. Jednakże płk G. W. Jenborisow skonfliktował się z dowódcą III Korpusu Armijnego gen. Wiktorinem M. Mołczanowem, w rezultacie czego pod koniec kwietnia oddział został rozwiązany.